# Dani Olmo
Daniel Olmo Carvajal (født 7. maj 1998) er en spansk professionel fodboldspiller, som spiller for La Liga-klubben FC Barcelona og Spaniens landshold.

## Klubkarriere

### Dinamo Zagreb
Olmo kom igennem FC Barcelonas ungdomsakademi, men lavede i juli 2014 et meget overraskende skifte til kroatiske Dinamo Zagreb i en alder af 16 år. Han fik sin professionelle debut hos Dinamo året efter.
Olmo blev hurtigt en vigtig del af Dinamos mandskab, og blev valgt som årets spiller i Prva HNL i 2018. Han kom på elvtepladsen i Golden Boy-prisen samme år. I 2019 blev han kåret som både den bedste U/21-spiller og den bedste spiller i Prva HNL. I sin tid hos Zagreb var Olmo med til at vinde 5 kroatiske mesteskab og den kroatiske pokaltunering 3 gange.

### RB Leipzig
Olmo skiftede i januar 2020 til RB Leipzig.

### Barcelona
Olmo skiftede i august 2024 tilbage til FC Barcelona.

## Landsholdskarriere

### Ungdomslandshold
Olmo har repræsenteret Spanien på flere ungdomsniveauer. Han var del af den spanske U/21-trup som vandt U/21-EM i 2019.

### Olympiske landshold
Olmo var del af Spaniens trup til Sommer-OL 2020, hvor at Spanien vandt sølv.

### Seniorlandsholdet
Olmo debuterede for seniorlandsholdet den 15. november 2019. Han var del af Spaniens trupper til flere internationale tuneringer, herunder EM i 2024, hvor at Spanien vandt mesterskabet.

## Titler
Dinamo Zagreb
- Prva HNL: 5 (2014-15, 2015-16, 2017-18, 2018-19, 2019-20)
- Hrvatski nogometni kup: 3 (2014-15, 2015-16, 2017-18)
- Hrvatski nogometni superkup: 1 (2019)

RB Leipzig
- DFB-Pokal: 2 (2021-22, 2022-23)

Spanien U/21
- U/21-Europmesterskabet: 1 (2019)

Spanien U/23
- Sommer-OL Sølvmedalje: 1 (2020)

Spanien
- Europamesterskabet: 1 (2024)

Individuelle
- Årets Spiller i Prva HNL: 1 (2018)
- Trofej Nogometaš' Årets Spiller i Prva HNL: 1 (2019)
- Trofej Nogometaš' Årets U/21-Spiller i Prva HNL: 1 (2019)
- Årets Spiller i Dinamo Zagreb: 1 (2019)
- Tunerings Hold ved U/21-EM 2019.